# シャルロッテ・アマーリエ・フォン・ヘッセン＝カッセル
シャルロッテ・アマーリエ・フォン・ヘッセン＝カッセル（独：Charlotte Amalie von Hessen-Kassel, 1650年4月27日 - 1714年3月27日）は、デンマーク＝ノルウェーの王クリスチャン5世の王妃。デンマーク語名ではCharlotte Amalie af Hessen-Kassel。

## 生涯
ヘッセン＝カッセル方伯ヴィルヘルム6世と妃ヘートヴィヒ・ゾフィー（ブランデンブルク選帝侯ゲオルク・ヴィルヘルムの娘）の娘として、カッセルで生まれた。
1667年6月、クリスチャン王子と結婚し、1670年に王妃となった。彼女は改革派教会の信仰が篤く、デンマーク初の改革派教会を建設した。国民的人気の高い王妃であり、1700年にスウェーデン王カール12世がシェラン島に侵攻すると、コペンハーゲン守備の一角を指揮した。
シャルロッテ・アマーリエは国中に不動産を所有し、管理に手腕を発揮していた。夫が1699年に先立つと、彼女は自分が購入した建物の一つに移り住んだ。1700年から亡くなるまで住み、彼女の名前にちなんだシャルロッテンボー宮殿である。この建物は1754年からデンマーク王立芸術協会の所有となった。
シャルロッテ・アマーリエはコペンハーゲンで亡くなり、ロスキレ大聖堂に葬られた。

## 子女
- フレデリク4世（1671年 - 1730年）
- クリスチャン（1672年 - 1673年）
- クリスチャン（1675年 - 1695年）
- ソフィー・ヘドヴィグ（1677年 - 1735年）
- カール（1680年 - 1729年）
- クリスティアーネ（夭折）
- ヴィルヘルム（1687年 - 1705年）